# Krigets år
Krigets år (engelska: The Year of Our War) är en fantasyroman, och den brittiska författaren Steph Swainstons debut från 2004. 

## Handling
Romanen utspelar sig i Fyrländerna, en lös union av flera självstyrande områden och städer. I Fyrländerna bor människor, men också awianer (människor med vingar, men som inte kan flyga) och rhydanner, ett bergsfolk som inte är helt mänskliga. Längst i norr, i Pappersvidderna, lever stora insekter som isolerat sitt område med en mur. Människornas och awianernas länder har i tusentals år utkämpat ett krig mot insekterna. Fyrländerna är ett feodalt samhälle med den odödlige kejsar San i toppen. Enligt en över tusen år gammal myt lämnade gud världen, och gav därför kejsaren övernaturliga krafter att skydda Fyrländerna. Kejsaren har gett omkring 50 personer odödlighet, och dessa individer utgör den så kallade Cirkeln. Cirkelns medlemmar kallas Eszai, medan de dödliga kallas Zascai. Eszai har alla färdigheter som kan gynna försvaret av Fyrländerna. De kan skadas fysiskt, men inte åldras, vilket gör att deras kunskaper finns kvar.
Huvudpersonen i boken är Jant Shira, som är Cirkelns Budbärare och Eszai. I romanens inledning leder kung Dunlin Imvatten av kungariket Awia en offensiv mot insekterna, med stöd av Cirkeln. Striderna går inledningsvis bra, varpå Dunlin i övermod beger sig in på insekternas territorium. Enbart genom Jant Shiras ingripande undkommer han, men dödligt sårad. För att rädda Dunlin ger Jant honom en överdos av drogen katt. Detta gör att Dunlin, trots att hans kropp dör i Fyrländerna, lever vidare i den andra värld som kallas Skiftet. Man lämnar kvar två Eszai, Tornado och Vireo, att vakta gränsen mot Pappersvidderna från fästningen Nedandal och beger sig hem från fronten.
Efter kungens död tas styret av Awia över av den osäkre och oerfarne brodern Staniel. På vägen hem mot sitt residens blir Staniel överfallen av insekter och broderns döda kropp går förlorad. Staniel, skrämd och paranoid, barrikaderar sig därefter i sitt palats. Detta framkallar en inrikespolitisk kris. Fronten lämnas underbemannad, varpå andra herresäten i Fyrländerna slutar skicka trupper dit. Insekterna invaderar därefter Awia och slätterna söderut. 
Ljungeld försöker med Jants hjälp få en ung adelsdam, Svala, invald i Cirkeln. Svala anses vara Fyrländernas kanske främsta musiker genom tiderna. Kejsar San nekar dock Svalas ansökan, delvis med motiveringen att musik inte kan hjälpa till i försvaret. För att bevisa sin duglighet beger sig Svala, trots Jants protester, med sin fyrd (privata militära styrka) till Nedandal och fronten. De finner fästningen belägrad av insekter, som också byggt en egendomlig bro vilken tycks upphöra i tomma intet. Till sin fasa ser man att ner från denna konstruktion kommer nya insekter. Den militära expeditionen slutar i totalt nederlag, och Svala skadas allvarligt. Jant, Ljungeld och en spillra kavallerister lyckas, förföljda av insekter, ta sig tillbaka till Imvatten där de nekas inträde. Först efter svåra strapatser kan de sätta sig i säkerhet. 
Jant fortsätter sitt uppdrag som budbärare. Svala återhämtar sig, försvararna av Nedandal skickar desperata meddelanden om hjälp och Awia samt de andra länderna invaderas av insekter. Samtidigt bryter en intern konflikt inom Cirkeln ut, centrerad kring Sjömannen, Dimma, och hans fru Ata. Ett veritabelt inbördeskrig utvecklas och stora delar av Fyrländernas flotta sänks. Kejsaren sätter Jant under hård press och begär att han tar reda på varifrån insekterna kommer. Budbäraren riskerar då sitt liv genom att flera gånger ta katt och skifta till Epsilon, där han får veta att Dunlin blivit kung i sin nya värld och enat dess innevånare mot insekterna. I Epsilon har insekterna byggt en bro liknande den vid Nedandal. Jant, som misstänker att invasionen av hans värld kommer från Epsilon, försöker övertyga Dunlin om att inte driva ut insekterna därifrån. Dunlin går med på detta, men ger Jant en frist på endast fyra veckor att besegra fienden i Fyrländerna. 
Tvisten mellan Sjömannen och Ata slutar med Dimmas död. Jant beger sig till Gräsön där Ata har förskansat sig. Han ger henne order från kejsaren att segla med flottan mot Nedandal för att undsätta Tornado och Vireo. Tillsammans med Ljungeld och Svalans trupper styr man norrut och sedan uppför Gyllingfloden till fästningen, samtidigt som de övriga odödliga leder kampen för att försvara de sista fästena annorstädes i Fyrländerna. Efter hårda strider förenar man sina krafter med resterna av Nedandals trupper och tillsammans lyckas de driva insekterna över bron och tillbaka till Epsilon, men Vireo stupar. Därefter sätter Jant och Bågskytten fyr på bron. Ljungeld förklarar så för Jant att i odödlighetens perspektiv kommer de långa vedermödorna i slutändan blekna och förvandlas till historier.

## Karaktärer
Jant Shira (även kallad Komet). Cirkelns Budbärare. Jant är både awain och rhydanne, ett ursprung som gör det möjligt för honom att flyga, tack vare den rhydannska kroppsbyggnaden och de awianska vingarna. Han kommer från Gråryggsbergen, det bergsområde där rhydannerna bor, men stöttes ut och flyttade till storstaden Hacilith. Där blev han lärling till en apotekare. I samband med det kom han i kontakt med droghandeln i stadens undre värld. Senare blev han kejsarens budbärare, men exakt hur det gick till avslöjas inte i boken. Jant är narkoman och som sådan beroende av drogen skopolamin, eller "katt", som han använder för att kunna färdas ("skifta") till staden Epsilon i en annan värld. Han  har ett starkt band till Ljungeld, som fungerade som hans mentor när han blev upptagen i Cirkeln, ungefär tvåhundra år innan inledningen. Jant är berättelsen protagonist.        
Ljungeld Saker Cirkelns Bågskytt. Ljungeld är en av de ursprungliga odödliga, och var alltså med när Cirkeln bildades. Han är därför mycket erfaren och extremt skicklig. Han har ett ansenligt inflytande och hög status inom Cirkeln. 
Dunlin Imvatten Kung av Awia fram till sin död, därefter kung i Epsilon. 
Staniel Imvatten Kung av Awia efter brodern Dunlins död. Till skillnad från Dunlin har Staniel varken utbildning eller nerver för att sitta på tronen. 
San Kejsare av Fyrländerna. San är uråldrig och odödlig, enligt legenden välsignad med övernaturliga krafter av gud själv. Han har makten att göra människor odödliga (det vill säga att de inte kan åldras). 
Svala Länsfru av Awndyn. En ung aristokrat och musiker som uppvaktas av Ljungeld.
Dimma Cirkelns Sjöman. Den tredje äldsta Eszai i Cirkeln. 
Ata Dimmas fru, som genom odödligheten hon fått genom sitt äktenskap byggt upp en maktbas tack vare sina många barn. 
Brune (även kallad Tornado) Cirkelns starke man och härförare.
Vireo Tornados fru, även hon en mäktig krigare.

## Priser
Romanen belönades med priset IAFA William L. Crawford Fantasy Award 2005. 